# Tellervo formosa
Tellervo formosa är en fjärilsart som beskrevs av Frederick DuCane Godman 1880. Tellervo formosa ingår i släktet Tellervo och familjen praktfjärilar. Inga underarter finns listade i Catalogue of Life.